# Antigua og Barbuda ved sommer-OL 2012
Antigua og Barbuda deltog ved Sommer-OL 2012 i London som blev afholdt i perioden 27. juli til 12. august 2012. Der deltog 4 atleter i 2 forskellige sportsgrene, Atletik og svømning.

## Medaljer
| 2012 London        | Guld | Sølv | Bronze | Total |
| Antigua og Barbuda | 0    | 0    | 0      | 0     |